# کربتا (لمباردی)
کُربتا (به ایتالیایی: Corbetta) یک کومونه در ایتالیا است که در استان میلان واقع شده‌است. کربتا ۱۸ کیلومتر مربع مساحت و ۱۸٬۱۶۱ نفر جمعیت دارد و ۱۴۰ متر بالاتر از سطح دریا واقع شده‌است.

## خواهرخوانده
شهرهای ترگوویشته، رومانی و Corbas خواهرخوانده‌های کربتا (لمباردی) هستند.